# ZLM Tour 2016
La 21e édition du ZLM Tour a eu lieu du 15 au 16 avril 2016. La course fait partie du calendrier UCI Europe Tour 2016 en catégorie 2.Ncup. C'est également la quatrième épreuve de l'UCI Coupe des Nations U23 2016.
L'épreuve a été remportée par le Norvégien Amund Grøndahl Jansen (Équipe nationale de Norvège espoirs) qui s'impose dans le même temps devant ses deux coéquipiers et compatriotes Markus Hoelgaard et Tobias Foss qui ont tous bénéficiés de leur victoire dans le contre-la-montre par équipes de la première étape.

## Présentation

### Équipes
Classé en catégorie 2.Ncup de l'UCI Europe Tour, le ZLM Tour est par conséquent ouvert aux équipes nationales et aux équipes mixtes.
Initialement prévue sur la course, l'Équipe nationale du Luxembourg espoirs est non-partante pour celle-ci. Vingt-sept équipes participent à ce ZLM Tour - vingt-six équipes nationales et une équipe régionale et de club :
| Équipes nationales                      | Équipes nationales | Équipes nationales |
| Nom de l'équipe                         | Pays               | Code               |
| --------------------------------------- | ------------------ | ------------------ |
| Équipe nationale d'Allemagne espoirs    | Allemagne          | GER                |
| Équipe nationale d'Australie espoirs    | Australie          | AUS                |
| Équipe nationale d'Algérie espoirs      | Algérie            | ALG                |
| Équipe nationale de Belgique espoirs    | Belgique           | BEL                |
| Équipe nationale du Canada espoirs      | Canada             | CAN                |
| Équipe nationale du Danemark espoirs    | Danemark           | DEN                |
| Équipe nationale d'Espagne espoirs      | Espagne            | ESP                |
| Équipe nationale d'Estonie espoirs      | Estonie            | EST                |
| Équipe nationale des États-Unis espoirs | États-Unis         | USA                |
| Équipe nationale de France espoirs      | France             | FRA                |
| Équipe nationale d'Irlande espoirs      | Irlande            | IRL                |
| Équipe nationale d'Italie espoirs       | Italie             | ITA                |
| Équipe nationale du Japon espoirs       | Japon              | JPN                |
| Équipe nationale du Kazakhstan espoirs  | Kazakhstan         | KAZ                |
| Équipe nationale de Lettonie espoirs    | Lettonie           | LAT                |
| Équipe nationale de Norvège espoirs     | Norvège            | NOR                |
| Équipe nationale des Pays-Bas espoirs   | Pays-Bas           | NED                |
| Équipe nationale de Pologne espoirs     | Pologne            | POL                |
| Équipe nationale du Portugal espoirs    | Portugal           | POR                |
| Équipe nationale du Royaume-Uni espoirs | Royaume-Uni        | GBR                |
| Équipe nationale de Russie espoirs      | Russie             | RUS                |
| Équipe nationale de Slovaquie espoirs   | Slovaquie          | SVK                |
| Équipe nationale de Slovénie espoirs    | Slovénie           | SLO                |
| Équipe nationale de Suède espoirs       | Suède              | SWE                |
| Équipe nationale de Suisse espoirs      | Suisse             | SUI                |
| Équipe nationale d'Ukraine espoirs      | Ukraine            | UKR                |

| Équipe régionale et de club | Équipe régionale et de club | Équipe régionale et de club |
| Nom de l'équipe             | Pays                        | Code                        |
| --------------------------- | --------------------------- | --------------------------- |
| Centre mondial du cyclisme  | Suisse                      | -                           |

## Étapes
| Étape     | Date    | Villes étapes          | type                         | Distance (km) | Vainqueur d'étape | Leader du classement général |
| --------- | ------- | ---------------------- | ---------------------------- | ------------- | ----------------- | ---------------------------- |
| 1re étape | 15 avr. | Tholen – Tholen        | contre-la-montre par équipes | 23            | Norvège espoirs   | Kristoffer Halvorsen         |
| 2e étape  | 15 avr. | Kamperland – Zierikzee | étape de plaine              | 124           | Fabio Jakobsen    | Amund Grøndahl Jansen        |
| 3e étape  | 16 avr. | Goes – Goes            | étape de plaine              | 177,2         | Andreas Stokbro   | Amund Grøndahl Jansen        |

## Déroulement de la course

### 1reétape
| Classement de l'étape | Classement de l'étape                   | Classement de l'étape | Classement de l'étape |
|                       | Équipe                                  | Pays                  | Temps                 |
| --------------------- | --------------------------------------- | --------------------- | --------------------- |
| 1re                   | Équipe nationale de Norvège espoirs     | Norvège               | en 27 min 46 s        |
| 2e                    | Équipe nationale de France espoirs      | France                | + 7 s                 |
| 3e                    | Équipe nationale du Danemark espoirs    | Danemark              | + 13 s                |
| 4e                    | Équipe nationale des États-Unis espoirs | États-Unis            | + 17 s                |
| 5e                    | Équipe nationale d'Italie espoirs       | Italie                | + 22 s                |
| 6e                    | Équipe nationale d'Australie espoirs    | Australie             | + 32 s                |
| 7e                    | Équipe nationale des Pays-Bas espoirs   | Pays-Bas              | + 33 s                |
| 8e                    | Équipe nationale du Royaume-Uni espoirs | Royaume-Uni           | + 41 s                |
| 9e                    | Équipe nationale d'Allemagne espoirs    | Allemagne             | + 44 s                |
| 10e                   | Équipe nationale du Canada espoirs      | Canada                | + 48 s                |
| modifier              |                                         |                       |                       |

| Classement général | Classement général    | Classement général | Classement général                   | Classement général |
|                    | Coureur               | Pays               | Équipe                               | Temps              |
| ------------------ | --------------------- | ------------------ | ------------------------------------ | ------------------ |
| 1er                | Kristoffer Halvorsen  | Norvège            | Équipe nationale de Norvège espoirs  | en 27 min 46 s     |
| 2e                 | Markus Hoelgaard      | Norvège            | Équipe nationale de Norvège espoirs  | + 0 s              |
| 3e                 | Tobias Foss           | Norvège            | Équipe nationale de Norvège espoirs  | + 0 s              |
| 4e                 | Amund Grøndahl Jansen | Norvège            | Équipe nationale de Norvège espoirs  | + 0 s              |
| 5e                 | Valentin Madouas      | France             | Équipe nationale de France espoirs   | + 7 s              |
| 6e                 | Dylan Kowalski        | France             | Équipe nationale de France espoirs   | + 7 s              |
| 7e                 | Corentin Ermenault    | France             | Équipe nationale de France espoirs   | + 7 s              |
| 8e                 | Rémi Cavagna          | France             | Équipe nationale de France espoirs   | + 7 s              |
| 9e                 | Andreas Hyldgaard     | Danemark           | Équipe nationale du Danemark espoirs | + 13 s             |
| 10e                | Mads Rahbek           | Danemark           | Équipe nationale du Danemark espoirs | + 13 s             |
| modifier           |                       |                    |                                      |                    |

### 2eétape
| Classement de l'étape | Classement de l'étape | Classement de l'étape | Classement de l'étape                 | Classement de l'étape |
|                       | Coureur               | Pays                  | Équipe                                | Temps                 |
| --------------------- | --------------------- | --------------------- | ------------------------------------- | --------------------- |
| 1er                   | Fabio Jakobsen        | Pays-Bas              | Équipe nationale des Pays-Bas espoirs | en 2 h 43 min 22 s    |
| 2e                    | Simone Consonni       | Italie                | Équipe nationale d'Italie espoirs     | m.t                   |
| 3e                    | Iván García           | Espagne               | Équipe nationale d'Espagne espoirs    | m.t                   |
| 4e                    | Davide Ballerini      | Italie                | Équipe nationale d'Italie espoirs     | m.t                   |
| 5e                    | Filippo Ganna         | Italie                | Équipe nationale d'Italie espoirs     | m.t                   |
| 6e                    | Jérémy Lecroq         | France                | Équipe nationale de France espoirs    | m.t                   |
| 7e                    | Cees Bol              | Pays-Bas              | Équipe nationale des Pays-Bas espoirs | m.t                   |
| 8e                    | Amund Grøndahl Jansen | Norvège               | Équipe nationale de Norvège espoirs   | m.t                   |
| 9e                    | Mads Würtz Schmidt    | Danemark              | Équipe nationale du Danemark espoirs  | m.t                   |
| 10e                   | Merijn Korevaar       | Pays-Bas              | Équipe nationale des Pays-Bas espoirs | m.t                   |
| modifier              |                       |                       |                                       |                       |

| Classement général | Classement général    | Classement général | Classement général                   | Classement général |
|                    | Coureur               | Pays               | Équipe                               | Temps              |
| ------------------ | --------------------- | ------------------ | ------------------------------------ | ------------------ |
| 1er                | Amund Grøndahl Jansen | Norvège            | Équipe nationale de Norvège espoirs  | en 3 h 11 min 8 s  |
| 2e                 | Tobias Foss           | Norvège            | Équipe nationale de Norvège espoirs  | + 0 s              |
| 3e                 | Markus Hoelgaard      | Norvège            | Équipe nationale de Norvège espoirs  | + 0 s              |
| 4e                 | Kristoffer Halvorsen  | Norvège            | Équipe nationale de Norvège espoirs  | + 0 s              |
| 5e                 | Corentin Ermenault    | France             | Équipe nationale de France espoirs   | + 7 s              |
| 6e                 | Valentin Madouas      | France             | Équipe nationale de France espoirs   | + 7 s              |
| 7e                 | Rémi Cavagna          | France             | Équipe nationale de France espoirs   | + 7 s              |
| 8e                 | Mads Würtz Schmidt    | Danemark           | Équipe nationale du Danemark espoirs | + 13 s             |
| 9e                 | Andreas Stokbro       | Danemark           | Équipe nationale du Danemark espoirs | + 13 s             |
| 10e                | Nans Peters           | France             | Équipe nationale de France espoirs   | + 13 s             |
| modifier           |                       |                    |                                      |                    |

### 3eétape
| Classement de l'étape | Classement de l'étape | Classement de l'étape | Classement de l'étape                 | Classement de l'étape |
|                       | Coureur               | Pays                  | Équipe                                | Temps                 |
| --------------------- | --------------------- | --------------------- | ------------------------------------- | --------------------- |
| 1er                   | Andreas Stokbro       | Danemark              | Équipe nationale du Danemark espoirs  | en 4 h 14 min 49 s    |
| 2e                    | Iván García           | Espagne               | Équipe nationale d'Espagne espoirs    | m.t                   |
| 3e                    | Aksel Nõmmela         | Estonie               | Équipe nationale d'Estonie espoirs    | m.t                   |
| 4e                    | Simone Consonni       | Italie                | Équipe nationale d'Italie espoirs     | m.t                   |
| 5e                    | César Martingil       | Portugal              | Équipe nationale du Portugal espoirs  | m.t                   |
| 6e                    | Davide Ballerini      | Italie                | Équipe nationale d'Italie espoirs     | m.t                   |
| 7e                    | Alan Banaszek         | Pologne               | Équipe nationale de Pologne espoirs   | m.t                   |
| 8e                    | Marcus Fåglum         | Suède                 | Équipe nationale de Suède espoirs     | m.t                   |
| 9e                    | Cedric Beullens       | Belgique              | Équipe nationale de Belgique espoirs  | m.t                   |
| 10e                   | Cees Bol              | Pays-Bas              | Équipe nationale des Pays-Bas espoirs | m.t                   |
| modifier              |                       |                       |                                       |                       |

## Classements finals

### Classement général final
| Classement général final | Classement général final | Classement général final | Classement général final             | Classement général final |
|                          | Coureur                  | Pays                     | Équipe                               | Temps                    |
| ------------------------ | ------------------------ | ------------------------ | ------------------------------------ | ------------------------ |
| 1er                      | Amund Grøndahl Jansen    | Norvège                  | Équipe nationale de Norvège espoirs  | en 7 h 25 min 57 s       |
| 2e                       | Markus Hoelgaard         | Norvège                  | Équipe nationale de Norvège espoirs  | + 0 s                    |
| 3e                       | Tobias Foss              | Norvège                  | Équipe nationale de Norvège espoirs  | + 0 s                    |
| 4e                       | Kristoffer Halvorsen     | Norvège                  | Équipe nationale de Norvège espoirs  | + 0 s                    |
| 5e                       | Andreas Stokbro          | Danemark                 | Équipe nationale du Danemark espoirs | + 3 s                    |
| 6e                       | Corentin Ermenault       | France                   | Équipe nationale de France espoirs   | + 7 s                    |
| 7e                       | Valentin Madouas         | France                   | Équipe nationale de France espoirs   | + 7 s                    |
| 8e                       | Rémi Cavagna             | France                   | Équipe nationale de France espoirs   | + 7 s                    |
| 9e                       | Mads Würtz Schmidt       | Danemark                 | Équipe nationale du Danemark espoirs | + 13 s                   |
| 10e                      | Nans Peters              | France                   | Équipe nationale de France espoirs   | + 13 s                   |
| modifier                 |                          |                          |                                      |                          |

### Classement de l'UCI Coupe des Nations U23 2016
Ci-dessous, le classement de l'UCI Coupe des Nations U23 à l'issue de la quatrième épreuve.
| Rang | Pays        | Points |
| ---- | ----------- | ------ |
| 1    | Norvège     | 63     |
| 2    | France      | 43     |
| 3    | Danemark    | 40     |
| 4    | Slovénie    | 33     |
| 5    | Royaume-Uni | 32     |
| 6    | États-Unis  | 18     |
| 7    | Italie      | 15     |
| 8    | Pays-Bas    | 13     |
| 9    | Lettonie    | 11     |
| 10   | Espagne     | 11     |

### UCI Europe Tour
Ce ZLM Tour attribue des points pour l'UCI Europe Tour 2016, par équipes seulement aux coureurs des équipes continentales professionnelles et continentales, individuellement à tous les coureurs sauf ceux faisant partie d'une équipe ayant un label WorldTeam.
| Position           | 1er | 2e | 3e | 4e | 5e | 6e | 7e | 8e | 9e | 10e |
| Classement général | 70  | 55 | 40 | 30 | 25 | 20 | 15 | 10 | 5  | 3   |

## Évolution des classements
| Étape              | Vainqueur                           | Classement général    |
| ------------------ | ----------------------------------- | --------------------- |
| 1                  | Équipe nationale de Norvège espoirs | Kristoffer Halvorsen  |
| 2                  | Fabio Jakobsen                      | Amund Grøndahl Jansen |
| 3                  | Andreas Stokbro                     | Amund Grøndahl Jansen |
| Classements finals | Classements finals                  | Amund Grøndahl Jansen |

## Liste des participants
- Liste de départ complète

| Légende                      | Légende                                                                                         | Légende | Légende                                                                                                  |
| ---------------------------- | ----------------------------------------------------------------------------------------------- | ------- | --- |
| Num                          | Dossard de départ porté par le coureur sur ce ZLM Tour                                          | Pos     | Position finale au classement général                                                                    |
| Leader du classement général | Indique le vainqueur du classement général                                                      | NP      | Indique un coureur qui n'a pas pris le départ d'une étape, suivi du numéro de l'étape où il s'est retiré |
| AB                           | Indique un coureur qui n'a pas terminé une étape, suivi du numéro de l'étape où il s'est retiré | HD      | Indique un coureur qui a terminé une étape hors des délais, suivi du numéro de l'étape                   |
| DSQ                          | Indique un coureur qui a été disqualifié de la course, suivi du numéro de l'étape               |         | |

| Équipe nationale d'Italie espoirs ITA | Équipe nationale d'Italie espoirs ITA | Équipe nationale d'Italie espoirs ITA |
| ------------------------------------- | ------------------------------------- | ------------------------------------- |
| Num                                   | Coureur                               | Pos                                   |
| 1                                     | Filippo Ganna (ITA)                   | 42e                                   |
| 2                                     | Oliviero Troia (ITA)                  | 17e                                   |
| 3                                     | Seid Lizde (ITA)                      | 16e                                   |
| 4                                     | Simone Consonni (ITA)                 | 59e                                   |
| 5                                     | Giovanni Carboni (ITA)                | NP-2                                  |
| 6                                     | Davide Ballerini (ITA)                | 15e                                   |
| Directeur sportif : ?                 |                                       |                                       |

| Équipe nationale des Pays-Bas espoirs NED | Équipe nationale des Pays-Bas espoirs NED | Équipe nationale des Pays-Bas espoirs NED |
| ----------------------------------------- | ----------------------------------------- | ----------------------------------------- |
| Num                                       | Coureur                                   | Pos                                       |
| 11                                        | Cees Bol (NED)                            | 20e                                       |
| 12                                        | Merijn Korevaar (NED)                     | 21e                                       |
| 13                                        | Peter Lenderink (NED)                     | 23e                                       |
| 14                                        | Davy Gunst (NED)                          | 22e                                       |
| 15                                        | Fabio Jakobsen (NED)                      | AB-3                                      |
| 16                                        | Bas Tietema (NED)                         | AB-3                                      |
| Directeur sportif : ?                     |                                           |                                           |

| Équipe nationale du Danemark espoirs DEN | Équipe nationale du Danemark espoirs DEN | Équipe nationale du Danemark espoirs DEN |
| ---------------------------------------- | ---------------------------------------- | ---------------------------------------- |
| Num                                      | Coureur                                  | Pos                                      |
| 21                                       | Mads Würtz Schmidt (DEN)                 | 9e                                       |
| 22                                       | Michael Carbel Svendgaard (DEN)          | 78e                                      |
| 23                                       | Andreas Stokbro (DEN)                    | 5e                                       |
| 24                                       | Mads Pedersen (DEN)                      | AB-2                                     |
| 25                                       | Mads Rahbek (DEN)                        | AB-3                                     |
| 26                                       | Andreas Hyldgaard (DEN)                  | 11e                                      |
| Directeur sportif : ?                    |                                          |                                          |

| Équipe nationale de France espoirs FRA | Équipe nationale de France espoirs FRA | Équipe nationale de France espoirs FRA |
| -------------------------------------- | -------------------------------------- | -------------------------------------- |
| Num                                    | Coureur                                | Pos                                    |
| 31                                     | Rémi Cavagna (FRA)                     | 8e                                     |
| 32                                     | Corentin Ermenault (FRA)               | 6e                                     |
| 33                                     | Dylan Kowalski (FRA)                   | AB-2                                   |
| 34                                     | Jérémy Lecroq (FRA)                    | 71e                                    |
| 35                                     | Valentin Madouas (FRA)                 | 7e                                     |
| 36                                     | Nans Peters (FRA)                      | 10e                                    |
| Directeur sportif : ?                  |                                        |                                        |

| Équipe nationale de Belgique espoirs BEL | Équipe nationale de Belgique espoirs BEL | Équipe nationale de Belgique espoirs BEL |
| ---------------------------------------- | ---------------------------------------- | ---------------------------------------- |
| Num                                      | Coureur                                  | Pos                                      |
| 41                                       | Cedric Beullens (BEL)                    | 30e                                      |
| 42                                       | Stan Dewulf (BEL)                        | 31e                                      |
| 43                                       | Guillaume Seye (BEL)                     | 33e                                      |
| 44                                       | Milan Menten (BEL)                       | 61e                                      |
| 45                                       | Christophe Noppe (BEL)                   | 60e                                      |
| 46                                       | Jan Logier (BEL)                         | 32e                                      |
| Directeur sportif : ?                    |                                          |                                          |

| Équipe nationale d'Allemagne espoirs GER | Équipe nationale d'Allemagne espoirs GER | Équipe nationale d'Allemagne espoirs GER |
| ---------------------------------------- | ---------------------------------------- | ---------------------------------------- |
| Num                                      | Coureur                                  | Pos                                      |
| 51                                       | Pascal Ackermann (GER)                   | NP-3                                     |
| 52                                       | Marco Mathis (GER)                       | 25e                                      |
| 53                                       | Jonas Bokeloh (GER)                      | 70e                                      |
| 54                                       | Julian Braun (GER)                       | 26e                                      |
| 55                                       | Laurin Winter (GER)                      | AB-2                                     |
| 56                                       | Willi Willwohl (GER)                     | NP-3                                     |
| Directeur sportif : ?                    |                                          |                                          |

| Équipe nationale du Royaume-Uni espoirs GBR | Équipe nationale du Royaume-Uni espoirs GBR | Équipe nationale du Royaume-Uni espoirs GBR |
| ------------------------------------------- | ------------------------------------------- | ------------------------------------------- |
| Num                                         | Coureur                                     | Pos                                         |
| 61                                          | Samuel Lowe (GBR)                           | 93e                                         |
| 62                                          | Oliver Wood (GBR)                           | 69e                                         |
| 63                                          | Gabriel Cullaigh (GBR)                      | NP-2                                        |
| 64                                          | Jacob Scott (GBR)                           | 24e                                         |
| 65                                          | Jonathan Dibben (GBR)                       | AB-2                                        |
| 66                                          | Christopher Latham (GBR)                    | 68e                                         |
| Directeur sportif : ?                       |                                             |                                             |

| Équipe nationale de Norvège espoirs NOR | Équipe nationale de Norvège espoirs NOR | Équipe nationale de Norvège espoirs NOR |
| --------------------------------------- | --------------------------------------- | --------------------------------------- |
| Num                                     | Coureur                                 | Pos                                     |
| 71                                      | Amund Grøndahl Jansen (NOR)             | 1er                                     |
| 72                                      | Tobias Foss (NOR)                       | 3e                                      |
| 73                                      | Markus Hoelgaard (NOR)                  | 2e                                      |
| 74                                      | Anders Skaarseth (NOR)                  | 51e                                     |
| 75                                      | Ole Forfang (NOR)                       | 62e                                     |
| 76                                      | Kristoffer Halvorsen (NOR)              | 4e                                      |
| Directeur sportif : ?                   |                                         |                                         |

| Équipe nationale de Russie espoirs RUS | Équipe nationale de Russie espoirs RUS | Équipe nationale de Russie espoirs RUS |
| -------------------------------------- | -------------------------------------- | -------------------------------------- |
| Num                                    | Coureur                                | Pos                                    |
| 81                                     | Nikita Razumov (RUS)                   | NP-2                                   |
| 82                                     | Petr Rikunov (RUS)                     | AB-2                                   |
| 83                                     | Artem Nych (RUS)                       | AB-2                                   |
| 84                                     | Nikolay Cherkasov (RUS)                | NP-2                                   |
| 85                                     | Maksim Piskunov (RUS)                  | 46e                                    |
| 86                                     | Alexandr Kulikovskiy (RUS)             | 103e                                   |
| Directeur sportif : ?                  |                                        |                                        |

| Équipe nationale d'Estonie espoirs EST | Équipe nationale d'Estonie espoirs EST | Équipe nationale d'Estonie espoirs EST |
| -------------------------------------- | -------------------------------------- | -------------------------------------- |
| Num                                    | Coureur                                | Pos                                    |
| 91                                     | Oskar Nisu (EST)                       | 41e                                    |
| 92                                     | Aksel Nõmmela (EST)                    | 38e                                    |
| 93                                     | Kristo Enn Vaga (EST)                  | NP-3                                   |
| 94                                     | Peeter Pung (EST)                      | 99e                                    |
| 95                                     | Norman Vahtra (EST)                    | 72e                                    |
| 96                                     | Karl Patrick Lauk (EST)                | 43e                                    |
| Directeur sportif : ?                  |                                        |                                        |

| Équipe nationale de Suisse espoirs SUI | Équipe nationale de Suisse espoirs SUI | Équipe nationale de Suisse espoirs SUI |
| -------------------------------------- | -------------------------------------- | -------------------------------------- |
| Num                                    | Coureur                                | Pos                                    |
| 101                                    | Manuel Rudaz (SUI)                     | AB-3                                   |
| 102                                    | Mario Spengler (SUI)                   | 44e                                    |
| 103                                    | Martin Schäppi (SUI)                   | 74e                                    |
| 104                                    | Gian Friesecke (SUI)                   | 45e                                    |
| 105                                    | Gino Mäder (SUI)                       | 77e                                    |
| 106                                    | Julien Bossens (SUI)                   | AB-3                                   |
| Directeur sportif : ?                  |                                        |                                        |

| Équipe nationale de Slovaquie espoirs SVK | Équipe nationale de Slovaquie espoirs SVK | Équipe nationale de Slovaquie espoirs SVK |
| ----------------------------------------- | ----------------------------------------- | ----------------------------------------- |
| Num                                       | Coureur                                   | Pos                                       |
| 111                                       | Kristian Zimany (SVK)                     | 90e                                       |
| 112                                       | Juraj Bellan (SVK)                        | AB-2                                      |
| 113                                       | Michal Hloža (SVK)                        | AB-3                                      |
| 114                                       |                                           |                                           |
| 115                                       | Juraj Lajcha (SVK)                        | AB-3                                      |
| 116                                       | Matej Krajicek (SVK)                      | 104e                                      |
| Directeur sportif : ?                     |                                           |                                           |

| Équipe nationale de Pologne espoirs POL | Équipe nationale de Pologne espoirs POL | Équipe nationale de Pologne espoirs POL |
| --------------------------------------- | --------------------------------------- | --------------------------------------- |
| Num                                     | Coureur                                 | Pos                                     |
| 121                                     | Alan Banaszek (POL)                     | 36e                                     |
| 122                                     | Piotr Brożyna (POL)                     | 73e                                     |
| 123                                     | Przemysław Kasperkiewicz (POL)          | AB-3                                    |
| 124                                     | Michał Paluta (POL)                     | 37e                                     |
| 125                                     | Szymon Sajnok (POL)                     | AB-3                                    |
| 126                                     | Patryk Stosz (POL)                      | 63e                                     |
| Directeur sportif : ?                   |                                         |                                         |

| Équipe nationale d'Espagne espoirs ESP | Équipe nationale d'Espagne espoirs ESP | Équipe nationale d'Espagne espoirs ESP |
| -------------------------------------- | -------------------------------------- | -------------------------------------- |
| Num                                    | Coureur                                | Pos                                    |
| 131                                    | Juan Camacho (ESP)                     | AB-3                                   |
| 132                                    | Iván García (ESP)                      | 27e                                    |
| 133                                    | Jon Irisarri (ESP)                     | 35e                                    |
| 134                                    | Xabier San Sebastián (ESP)             | 56e                                    |
| 135                                    | Pablo Alonso (ESP)                     | 97e                                    |
| 136                                    | Diego Sevilla (ESP)                    | 34e                                    |
| Directeur sportif : ?                  |                                        |                                        |

| Équipe nationale de Suède espoirs SWE | Équipe nationale de Suède espoirs SWE | Équipe nationale de Suède espoirs SWE |
| ------------------------------------- | ------------------------------------- | ------------------------------------- |
| Num                                   | Coureur                               | Pos                                   |
| 141                                   | Marcus Fåglum (SWE)                   | 54e                                   |
| 142                                   | Lucas Eriksson (SWE)                  | 55e                                   |
| 143                                   |                                       |                                       |
| 144                                   | Hannes Bergström (SWE)                | 94e                                   |
| 145                                   | Hannes Forsby (SWE)                   | 81e                                   |
| 146                                   | Alexander Fåglum (SWE)                | AB-3                                  |
| Directeur sportif : ?                 |                                       |                                       |

| Équipe nationale des États-Unis espoirs USA | Équipe nationale des États-Unis espoirs USA | Équipe nationale des États-Unis espoirs USA |
| ------------------------------------------- | ------------------------------------------- | ------------------------------------------- |
| Num                                         | Coureur                                     | Pos                                         |
| 151                                         | Gregory Daniel (USA)                        | 66e                                         |
| 152                                         | Tyler Williams (USA)                        | 64e                                         |
| 153                                         | Adrien Costa (USA)                          | 12e                                         |
| 154                                         | Colin Joyce (USA)                           | 14e                                         |
| 155                                         | Stephen Bassett (USA)                       | 13e                                         |
| 156                                         | Sean Bennett (USA)                          | 67e                                         |
| Directeur sportif : ?                       |                                             |                                             |

| Équipe nationale du Kazakhstan espoirs KAZ | Équipe nationale du Kazakhstan espoirs KAZ | Équipe nationale du Kazakhstan espoirs KAZ |
| ------------------------------------------ | ------------------------------------------ | ------------------------------------------ |
| Num                                        | Coureur                                    | Pos                                        |
| 161                                        | Grigoriy Shtein (KAZ)                      | AB-2                                       |
| 162                                        | Yuriy Natarov (KAZ)                        | 82e                                        |
| 163                                        | Anton Kuzmin (KAZ)                         | 40e                                        |
| 164                                        | Maxim Satlikov (KAZ)                       | 39e                                        |
| 165                                        | Stepan Astafyev (KAZ)                      | AB-2                                       |
| 166                                        | Yevgeniy Gidich (KAZ)                      | AB-3                                       |
| Directeur sportif : ?                      |                                            |                                            |

| Équipe nationale d'Australie espoirs AUS | Équipe nationale d'Australie espoirs AUS | Équipe nationale d'Australie espoirs AUS |
| ---------------------------------------- | ---------------------------------------- | ---------------------------------------- |
| Num                                      | Coureur                                  | Pos                                      |
| 171                                      | Samuel Jenner (AUS)                      | 95e                                      |
| 172                                      | Daniel Fitter (AUS)                      | 18e                                      |
| 173                                      | Lucas Hamilton (AUS)                     | 75e                                      |
| 174                                      | Ben O'Connor (AUS)                       | 98e                                      |
| 175                                      | Michael Storer (AUS)                     | 19e                                      |
| 176                                      | Rohan Wight (AUS)                        | 87e                                      |
| Directeur sportif : ?                    |                                          |                                          |

| Équipe nationale d'Ukraine espoirs UKR | Équipe nationale d'Ukraine espoirs UKR | Équipe nationale d'Ukraine espoirs UKR |
| -------------------------------------- | -------------------------------------- | -------------------------------------- |
| Num                                    | Coureur                                | Pos                                    |
| 181                                    | Ilya Klepikov (UKR)                    | 92e                                    |
| 182                                    | Timur Maleev (UKR)                     | 80e                                    |
| 183                                    | Rinat Udod (UKR)                       | 100e                                   |
| 184                                    | Bogdan Musienko (UKR)                  | AB-3                                   |
| 185                                    | Vitaliy Novakovskyi (UKR)              | NP-3                                   |
| 186                                    | Taras Shevchuk (UKR)                   | AB-2                                   |
| Directeur sportif : ?                  |                                        |                                        |

| Équipe nationale du Portugal espoirs POR | Équipe nationale du Portugal espoirs POR | Équipe nationale du Portugal espoirs POR |
| ---------------------------------------- | ---------------------------------------- | ---------------------------------------- |
| Num                                      | Coureur                                  | Pos                                      |
| 191                                      | Luís Gomes (POR)                         | 83e                                      |
| 192                                      | César Martingil (POR)                    | 57e                                      |
| 193                                      | André Crispim (POR)                      | AB-2                                     |
| 194                                      | Fábio Mansilhas (POR)                    | AB-2                                     |
| 195                                      | Rui Oliveira (POR)                       | 58e                                      |
| 196                                      | João Silva (POR)                         | 79e                                      |
| Directeur sportif : ?                    |                                          |                                          |

| Équipe nationale de Slovénie espoirs SLO | Équipe nationale de Slovénie espoirs SLO | Équipe nationale de Slovénie espoirs SLO |
| ---------------------------------------- | ---------------------------------------- | ---------------------------------------- |
| Num                                      | Coureur                                  | Pos                                      |
| 201                                      | Gašper Katrašnik (SLO)                   | 49e                                      |
| 202                                      | David Per (SLO)                          | AB-3                                     |
| 203                                      | Izidor Penko (SLO)                       | 96e                                      |
| 204                                      | Martin Otoničar (SLO)                    | 65e                                      |
| 205                                      | Matic Grošelj (SLO)                      | 91e                                      |
| 206                                      | Jon Božič (SLO)                          | 50e                                      |
| Directeur sportif : ?                    |                                          |                                          |

| Équipe nationale d'Irlande espoirs IRL | Équipe nationale d'Irlande espoirs IRL | Équipe nationale d'Irlande espoirs IRL |
| -------------------------------------- | -------------------------------------- | -------------------------------------- |
| Num                                    | Coureur                                | Pos                                    |
| 211                                    | Mark Downey (IRL)                      | 47e                                    |
| 212                                    | Michael O'Loughlin (IRL)               | 48e                                    |
| 213                                    | Christopher McGlinchey (IRL)           | 76e                                    |
| 214                                    |                                        |                                        |
| 215                                    | Sean McKenna (IRL)                     | 89e                                    |
| 216                                    | Matthew Teggart (IRL)                  | AB-3                                   |
| Directeur sportif : ?                  |                                        |                                        |

| Équipe nationale de Lettonie espoirs LAT | Équipe nationale de Lettonie espoirs LAT | Équipe nationale de Lettonie espoirs LAT |
| ---------------------------------------- | ---------------------------------------- | ---------------------------------------- |
| Num                                      | Coureur                                  | Pos                                      |
| 221                                      | Andris Lukjanovs (LAT)                   | AB-2                                     |
| 222                                      | Ēriks Toms Gavars (LAT)                  | 52e                                      |
| 223                                      | Deins Kaņepējs (LAT)                     | 53e                                      |
| 224                                      | Matīss Riekstiņš (LAT)                   | AB-3                                     |
| 225                                      | Aleksandrs Rubļevskis (LAT)              | 84e                                      |
| 226                                      | Arturs Belevics (LAT)                    | NP-1                                     |
| Directeur sportif : ?                    |                                          |                                          |

| -                     | -       | -   |
| --------------------- | ------- | --- |
| Num                   | Coureur | Pos |
| 231                   |         |     |
| 232                   |         |     |
| 233                   |         |     |
| 234                   |         |     |
| 235                   |         |     |
| 236                   |         |     |
| Directeur sportif : ? |         |     |

| Équipe nationale du Luxembourg espoirs LUX | Équipe nationale du Luxembourg espoirs LUX | Équipe nationale du Luxembourg espoirs LUX |
| ------------------------------------------ | ------------------------------------------ | ------------------------------------------ |
| Num                                        | Coureur                                    | Pos                                        |
| 241                                        | Tom Wirtgen (LUX)                          | NP-1                                       |
| 242                                        | Kevin Geniets (LUX)                        | NP-1                                       |
| 243                                        | Pit Leyder (LUX)                           | NP-1                                       |
| 244                                        | Sandro Dostert (LUX)                       | NP-1                                       |
| 245                                        | Pit Milbert (LUX)                          | NP-1                                       |
| 246                                        | Luc Turchi (LUX)                           | NP-1                                       |
| Directeur sportif : ?                      |                                            |                                            |

| Équipe nationale du Canada espoirs CAN | Équipe nationale du Canada espoirs CAN | Équipe nationale du Canada espoirs CAN |
| -------------------------------------- | -------------------------------------- | -------------------------------------- |
| Num                                    | Coureur                                | Pos                                    |
| 251                                    | Sean Mackinnon (CAN)                   | NP-3                                   |
| 252                                    | Bayley Simpson (CAN)                   | AB-3                                   |
| 253                                    | Edward Walsh (CAN)                     | 29e                                    |
| 254                                    | Adam Jamieson (CAN)                    | 28e                                    |
| 255                                    | Alexander Cowan (CAN)                  | AB-3                                   |
| 256                                    | Willem Boersma (CAN)                   | 101e                                   |
| Directeur sportif : ?                  |                                        |                                        |

| Centre mondial du cyclisme - | Centre mondial du cyclisme -      | Centre mondial du cyclisme - |
| ---------------------------- | --------------------------------- | ---------------------------- |
| Num                          | Coureur                           | Pos                          |
| 261                          | José Luis Rodríguez Aguilar (CHI) | 102e                         |
| 262                          | Christofer Jurado (PAN)           | AB-3                         |
| 263                          | Andre Gohr (BRA)                  | DSQ-2                        |
| 264                          | Antonio Barać (BIH)               | AB-2                         |
| 265                          | Dušan Rajović (SRB)               | AB-3                         |
| 266                          | Abderrahim Zahiri (MAR)           | AB-3                         |
| Directeur sportif : ?        |                                   |                              |

| Équipe nationale du Japon espoirs JPN | Équipe nationale du Japon espoirs JPN | Équipe nationale du Japon espoirs JPN |
| ------------------------------------- | ------------------------------------- | ------------------------------------- |
| Num                                   | Coureur                               | Pos                                   |
| 271                                   | Takeaki Amezawa (JPN)                 | AB-2                                  |
| 272                                   | Hayato Okamoto (JPN)                  | 85e                                   |
| 273                                   | Yuri Kobashi (JPN)                    | AB-3                                  |
| 274                                   | Marino Kobayashi (JPN)                | AB-2                                  |
| 275                                   | Daiki Magosaki (JPN)                  | 88e                                   |
| 276                                   | Yusuke Matsumoto (JPN)                | AB-2                                  |
| Directeur sportif : ?                 |                                       |                                       |

| Équipe nationale d'Algérie espoirs ALG | Équipe nationale d'Algérie espoirs ALG | Équipe nationale d'Algérie espoirs ALG |
| -------------------------------------- | -------------------------------------- | -------------------------------------- |
| Num                                    | Coureur                                | Pos                                    |
| 281                                    | Oussama Mansouri (ALG)                 | AB-2                                   |
| 282                                    | Nassim Saidi (ALG)                     | AB-2                                   |
| 283                                    | Abderrahmane Mansouri (ALG)            | 86e                                    |
| 284                                    | Yacine Hamza (ALG)                     | AB-2                                   |
| 285                                    | Mohamed Bouzidi (ALG)                  | AB-2                                   |
| 286                                    | Islam Mansouri (ALG)                   | AB-2                                   |
| Directeur sportif : ?                  |                                        |                                        |